# 岳阳北站
岳阳北站是一个京广线和浩吉铁路上的铁路车站，位于湖南省岳阳市冷水铺。车站目前为广州局集团长沙车务段管辖的一等区段站，目前担负区段列车的解编任务，不办理客运业务，货运整车普通货物到发业务。

## 历史
车站始建于1917年，初名城陵矶站，为设有1条股道的四等站。1950年车站股道数增加至三条，后由于城陵矶工厂企业数量增加致使车站货运到发量增加，于1963年重建车站，1966年建成设有13条股道的三等区段站:57。
1969年车站升为二等站，次年站内股道增加至20条，同年岳阳机务段从南津港迁入。1975年、1985年站内股道数分别增加至22条、24条，并于1985年升为一等站。1988年10月车站更名为岳阳北站。1993年新建到发线1条:57。
2001年车站启用自动驼峰。
2004年4月1日，岳阳机务段并入株洲机务段，2011年11月又改由长沙机务段领导和管理。
2019年10月底，浩吉铁路联络线经施工后接入本站。
2021年年底至2022年9月，车站进行扩能改造工程：新增两条到发线并建设陵矶新港铁水联运专线。

## 车站结构
岳阳北站为一级二场站型，设有到发线15条（含正线2条）、调车线12条及牵出线2条，车站北端设有长沙机务段岳阳机务折返段。车站北端西侧接轨有岳阳北货场、粮食专用线、岳阳华能电厂专用线。此外车站还设有通往城陵矶港、湖南省供销储运总公司岳阳分公司、金叶众望科技、光明储运公司、林纸股份、中储棉岳阳有限公司、中石化巴陵石化分公司、株洲车辆段等单位的专用线。

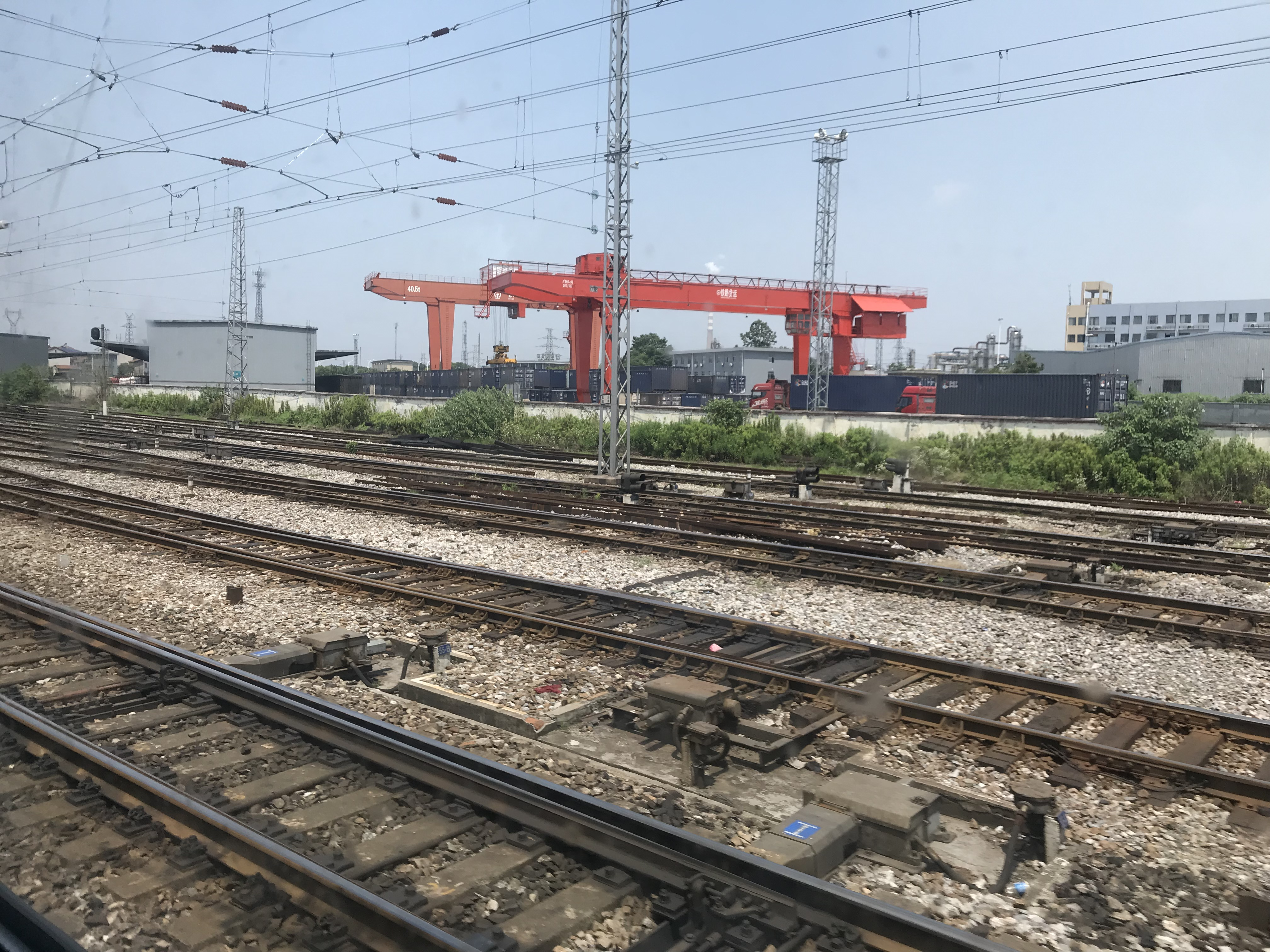
车站货场
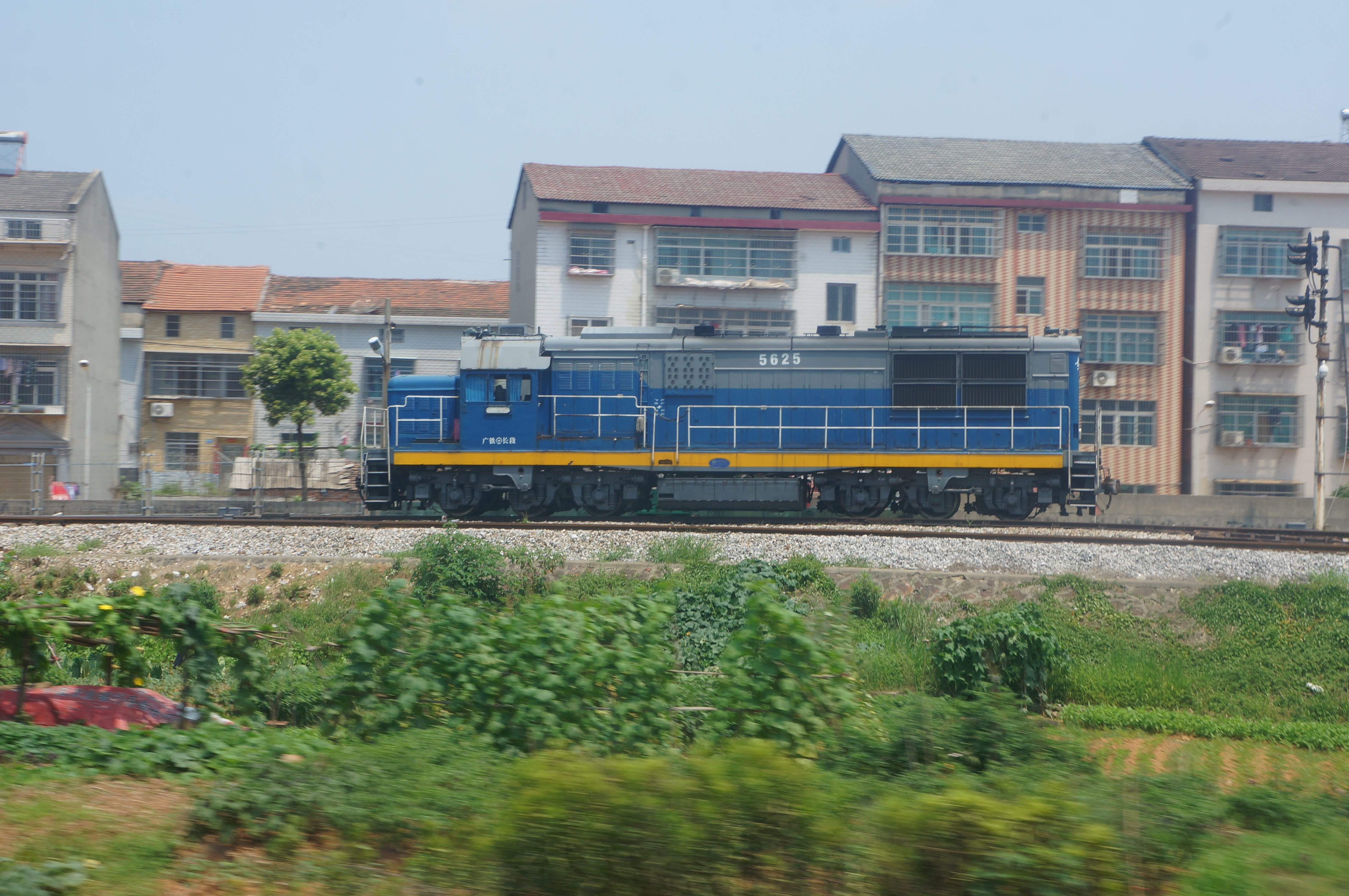
东风7C型柴油机车在站内调车
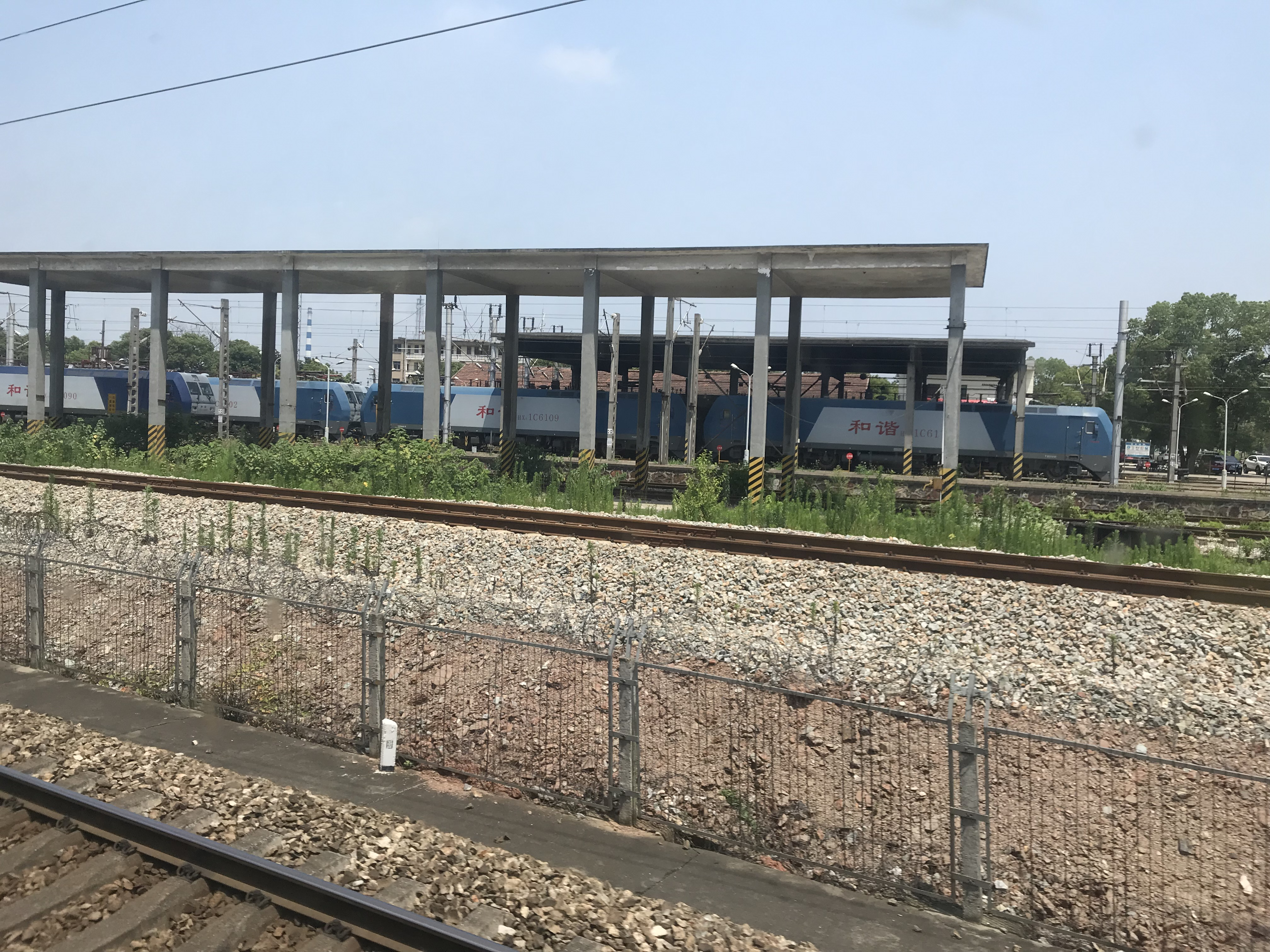
长沙机务段岳阳北整备车间
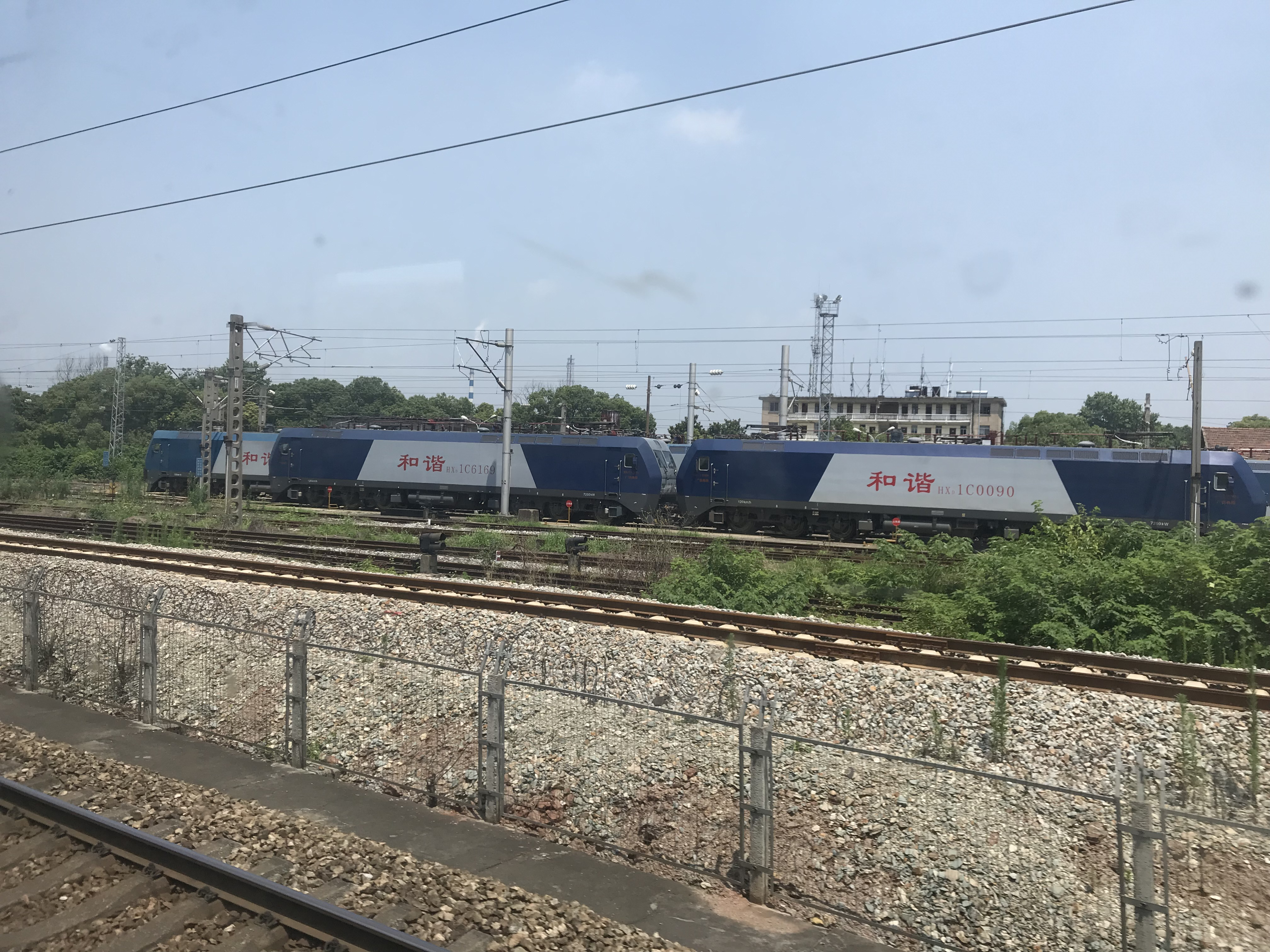
车间内的和谐1C型电力机车